# Lemvig Folkeblad
Lemvig Folkeblad også blot kendt som Folkebladet er en dansk lokalavis, der er en aflægger af Dagbladet Holstebro-Struer. Avisen blev grundlagt i 1881. I 2007 var oplaget 3.190 .
Oprindeligt indgik Lemvig Folkeblad i De Bergske Blade, men det er i dag en del af Jysk Fynske Medier.
Avisen dækker redaktionelt Lemvig, Thyborøn, Ulfborg og Vemb.